# Heilongjiang Lava Spring FC
Heilongjiang Lava Spring Football Club is een Chinese voetbalclub uit Harbin. De club is opgericht op 31 december 2015. De thuiswedstrijden worden gespeeld in het Harbin ICE Center Stadium gespeeld, dat plaats biedt aan 50.000 toeschouwers.

## Geschiedenis
De club werd op 31 december 2015 opgericht door Heilongjiang Volcanic Springs Green Natural Mineral Water Co., Ltd. en nam de licentie van Anhui Litian FC over om deel te nemen aan de China League Two. De Bulgaar Zoran Janković werd aangesteld als eerste trainer uit de clubgeschiedenis. Na een jaar werd hij opgevolgd door de Chinees Duan Xin, die de club in zijn eerste jaar al naar de China League One leidde.

## Bekende (ex-)spelers
- Babacar M'Baye Gueye
- Ayub Masika

## Trainers
- Zoran Janković (2016)
- Duan Xin (2017-heden)

Beijing BG · 
Dalian Transcendence · 
Hangzhou Greentown · 
Heilongjiang Lava Spring · 
Liaoning Hongyun · 
Meizhou Hakka · 
Meixian Techand · 
Nei Mongol Zhongyou · 
Qingdao Huanghai · 
Shanghai Shenxin · 
Shenzhen · 
Shijiazhuang Ever Bright · 
Wuhan Zall · 
Xinjiang Tianshan Leopard · 
Yanbian Fude · 
Zhejiang Yiteng